# Paulinho Piracicaba
Paulo Robspierry Carreiro (Piracicaba, 16 de gener de 1983), més conegut com a Paulinho Piracicaba o simplement Paulinho és un futbolista brasiler naturalitzat hongkonguès que s'exerceix en la posició de davanter. Actualment juga al club Shenzhen Ruby de la Primera Lliga Xina, la màxima divisió del futbol de la Xina

## Internacional
Paulinho va adquirir el passaport hongkonguès el 31 d'octubre de 2015 amb el qual quedava habilitat per jugar per la selecció de Hong Kong.
El seu debut internacional amb Hong Kong es va produir el 7 de novembre de 2015 en un partit amistós contra Birmània. En aquest mateix mes va participar en els partits que Hong Kong va jugar contra la Maldives i Xina corresponents al grup B de la segona ronda de la classificació d'AFC per a la Copa Mundial de Futbol de 2018 i la Copa Asiàtica 2019, Paulinho va marcar el seu primer gol en el partit contra Maldives mitjançant un tir penal.